# Jaime Poulson
Jaime Filipe Machado Poulson (sinh ngày 22 tháng 6 năm 1989 ở Paredes) là một cầu thủ bóng đá người Bồ Đào Nha thi đấu ở vị trí tiền đạo cho F.C. Famalicão.